# 阿克巴拉巴德
阿克巴拉巴德，是伊朗的城市。

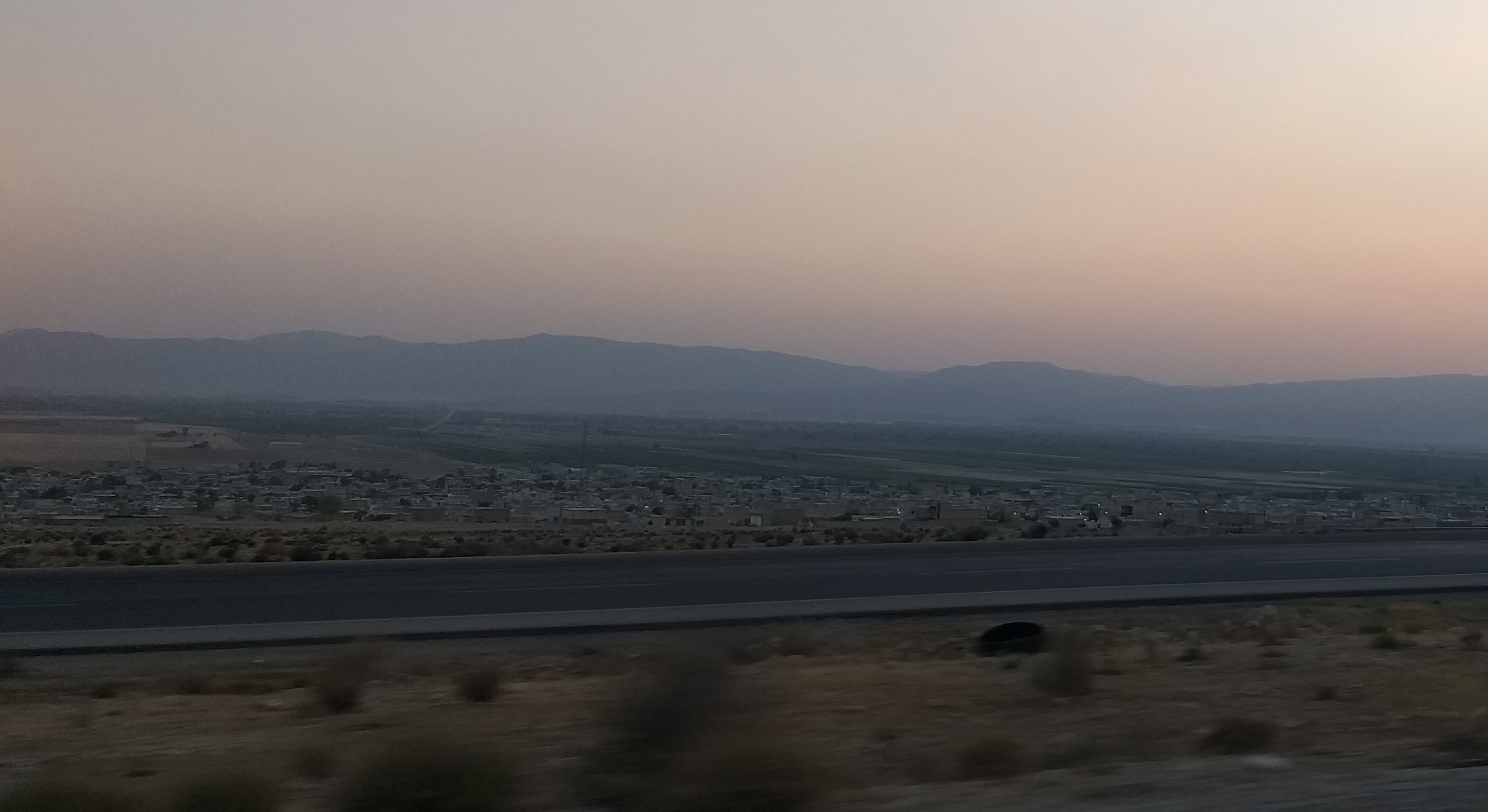
阿克巴拉巴德

位於該國南部札格羅斯山脈東南部，由法爾斯省負責管轄，距離首府設拉子5公里，海拔高度1,716米，2006年人口5,837。